# Ahiṃsā

La mano con la ruota che simbolizza il voto giainista di ahiṃsā.

Ahiṃsā (devanagari अहिंसा) è un termine sanscrito generalmente tradotto con nonviolenza. Composto da a, "non", e hiṃsā, forma desiderativa del verbo han "uccidere" o "nuocere", nell'induismo "ahiṃsā" indica un concetto più esteso dell'assenza di violenza.

## Concetto
Ahiṃsā è un importante precetto dell'Induismo, del Giainismo e del Buddhismo, citato negli antichi testi delle Upaniṣad già nel IX secolo a.C. Il termine compare per la prima volta nella Chāndogya Upaniṣad. Il concetto fu poi elaborato e sviluppato nei secoli, in testi come la Bhagavadgītā, i Purāṇa e la letteratura buddista.
Gli indiani vedici, che credevano in un aldilà fatto da sofferenze imposte come una sorta di legge del contrappasso per "ripagare" delle sofferenze fatte subire in vita ad altri esseri viventi, praticavano l'ahimsa per prepararsi nel modo migliore alla vita dopo la morte. Il concetto cambia con l'evoluzione della dottrina della trasmutazione e della retribuzione delle azioni, il karma, quando gli aspetti rituali o superstiziosi si trasformano nella ricerca di uno stile di vita ideale, dove un sentimento di comunanza con tutti gli esseri viventi porta all'estensione della solidarietà e della compassione nella pratica dell'ahiṃsā.
Il concetto è innanzitutto proprio dei saṃnyāsin (i "rinuncianti") i quali, per realizzare l'obiettivo del loro stato di vita, ovvero per conseguire il mokṣa, devono abbandonare qualsivoglia karma e quindi qualsiasi sacrificio (yajña). Ciò porta i saṃnyāsin a non cibarsi di carne, essendo quella proveniente dai sacrifici l'unica dieta carnea consentita. Inoltre essendo la dimensione della "morte" gravemente impura (sia nell'atto di uccidere che nell'aver contatto coi cadaveri) e non avendo a disposizione riti riparatori per tali contaminazioni (non avendo il rinunciante più accesso ai sacrifici) egli deve fare estrema attenzione a non procurare "morte" ad alcuno. Quindi, come osserva, Madeleine Biardeau: «Siamo piuttosto lontani dalla nostra non-violenza...». Questa dimensione ortodossa e rigorosa, con l'interiorizzazione dei sacrifici proprio della riflessione religiosa upaniṣadica e con le influenze proprie della "eterodossia" giainista, verrà inglobata nei comportamenti quotidiani dei brahmani e, a cavallo della nostra era, dai sentieri yogici propri di chi accederà allo stato di saṃnyāsin direttamente dal brahmācarya, e quindi diffusi nella società hindu.
Originalmente visto come "assenza del desiderio di uccidere", ferire o danneggiare in alcun modo qualunque essere vivente, l'accezione moderna più comune è quella di una serie di valori positivi, quali compassione, amicizia, gentilezza, che uniformano e ispirano la convivenza civile.
Il concetto di ahimsa è stato diffuso in Occidente dal padre dell'India moderna, il Mahatma Gandhi. Ispirati alle sue azioni, sono nati anche movimenti politici non-violenti di tipo occidentale non strettamente legati alle religioni orientali o al rispetto assoluto per tutte le forme di vita.